# Julija Garajewa
Julija Rawiljewna Garajewa (ros. Юлия Равильевна Гараева; ur. 27 lipca 1968 w Moskwie) – rosyjska szpadzistka reprezentująca też ZSRR, brązowa medalistka olimpijska.
Podczas igrzysk olimpijskich w Atlancie w 1996 roku wspólnie z Kariną Aznawurian i Mariją Maziną zdobyła brązowy medal w zawodach drużynowych. Indywidualnie zajęła tam 29. miejsce. Były to jej jedyne starty olimpijskie.
Była zawodniczką Dinama Moskwa. Nigdy nie zdobyła medalu na mistrzostwach świata lub mistrzostwach Europy.
Indywidualna mistrzyni ZSRR w 1991 roku oraz Rosji w latach 1995 i 1996. W 1996 roku odznaczona tytułem Zasłużonego Mistrza Sportu. Po zakończeniu kariery została trenerem, trenowała między innymi Janę Zwieriewą.